# Melis (album)
Albums de Postgirobygget
Rivd (démo)
(1995) Essensuell
(1997)
Singles
1. Idyll
Sortie : 1996
2. Bohemen leve
Sortie : 1996
3. Sløv uten dop
Sortie : 1996
4. En solskinnsdag
Sortie : 1997

Melis est le premier album du groupe norvégien Postgirobygget paru en 1996. Il est produit par Ulf Risnes, mixé par Ulf Holand et enregistré au Brygga Studio à Trondheim en mars 1996. Il est édité par la société Norske Gram AS.

## Composition
L'album se compose de quatorze titres auxquels se greffent en bonus trois live (Treogtyve tommer, Stygge lille Trine et Tenk om jeg var like god...) cachés à la piste 15. Ces enregistrements sont absents de la pochette et disponibles uniquement pour un nombre limité d'exemplaires.
Les  titres de ce disque sont des versions réenregistrées de chansons sélectionnées dans les albums de démonstration Vennligst lukk døren (« prière de fermer la porte à clef ») et Rivd.
Les paroles sont d'Arne Hurlen pour l'ensemble de l'opus, à l'exception du titre Engel, issu d'une collaboration de Børre Gjelsten et d'Arne Hurlen.

## Liste des chansons
| 1.    | Bohemen leve | Arne Hurlen                 | 2:37  |
| 2.    | Sløv uten dop | Arne Hurlen                 | 3:04  |
| 3.    | En solskinnsdag | Arne Hurlen                 | 3:07  |
| 4.    | Bille under barken | Arne Hurlen                 | 2:57  |
| 5.    | Gugge og grønne skoger | Arne Hurlen                 | 5;05  |
| 6.    | Idyll | Arne Hurlen                 | 3:21  |
| 7.    | Forsvarets luftvernrakett | Arne Hurlen                 | 3:09  |
| 8.    | Under isen | Arne Hurlen                 | 2:28  |
| 9.    | Ensomheten er vakker | Arne Hurlen                 | 3:20  |
| 10.   | Tiedemans Kafé | Arne Hurlen                 | 2:55  |
| 11.   | Fatter ikke hva jeg gjør galt | Arne Hurlen, Ulf Risnes     | 2:37  |
| 12.   | Kamilla | Arne Hurlen                 | 2:25  |
| 13.   | Den andre siden av gjerdet | Arne Hurlen                 | 2:48  |
| 14.   | Engel | Arne Hurlen, Børre Gjelsten | 1:52  |
| 15.   | Bonus caché (3 titres live : Treogtyve tommer, Stygge lille Trine et Tenk om jeg var like god... (Uniquement sur un nombre limité d'exemplaires).) |                             | 11:32 |
| 53;12 | |                             |       |

## Singles
Les singles extraits de l'album Melis sont :
- 1996 : Sløv uten dop[2],[3]
- 1996 : Bohemen leve[4]
- 1996 : Idyll[5],[6],[7]
- 1997 : En solskinnsdag[8],[9]

## Reprises
- 2004 ; En solskinnsdag repris par Hovedøen Social Club, en version salsa[10].
- 2011 : Idyll repris par Peders, avec la participation de Postgirobygget.

- 2021 : En Solskinnsdag par Hkeem, dans le cadre de la onzième saison l'émission Hver gang vi møtes (HGVM) de TV 2[11],[12].

- 2021 : Bohemen Leve par Agnete Saba, via l'émission HGVM de TV 2[11],[13].

- 2021 : Idyll par Hanne Krogh, via l'émission HGVM de TV 2[11],[14].

- 2021 : Ensomheten er vakker par Trygve Skaug, via l'émission HGVM de TV 2[11],[15].

### Compilations
Dans ses deux compilations, Best av alt (2003) et Gull (2005), Postgirobygget propose des titres grandement puisés dans Melis. Ainsi, dans best av alt  figurent : 1.1. En Solskinnsdag, 1-2. Lei Av Å Bli Lurt, 1-4. Bohemen Leve, 1-7. Idyll, 1-8.Tiedemanns Kafé, ainsi que 1-11. Sløv Uten Dop, 1-14. Gugg Og Grønne Skoger et enfin 1-16. Under Isen, 1-18. Fatter Ikke Hva Jeg Gjør Galt, 1-21. Bille Under Barken,
Dans Gull figurent :  1. Idyll, 2. Sløv uten dop, 10. Stygge lille Trine et 11. Tiedemanns Café), 

## Crédits

### Membres du groupe
- Arne Hurlen : chant, guitares acoustique et électrique
- Nils Petter Time :  guitares acoustique et électrique, chœur,
- Gunnar Westgaard : basse, chœur
- Erik Widding : batterie, percussion
- Øyvind Kolset : claviers et harmonica

### Équipe additionnelle
- Ulf Risnes : producteur, chœur, guitare, auteur-compositeur
- Steinar Krokstad : batterie, percussion
- Morten Skaget : basse
- Truls Waagø : contrebasse
- Kjell Karlsen : guitare
- Andreas Aase : guitare
- Lars Gunnar Lien : chœur, clavier, technicien
- Sveinung Lillebjerka : violon
- Sigmund Tvete :  violon
- Joachim Browa : alto
- Øyvind Gimse : violoncelle
- Olav Kristiansen : trompette
- Kristine Østensen :  choriste
- Kaia R. Eide : choriste
- Anders Nissen Lie : auteur-compositeur
- Jonas Rekstad : auteur-compositeur
- Roger Valstad : mixage
- Ulf Holand : mixage
- Lasse Berre : photographie

## Classements

### Classement de l'album
L'album passe un total de 101 semaines dans le classement de la VG-list en 1996, 1997 et 1998, où il occupe deux semaines la 2e place comme meilleure position,.

### Classements des singles
| Année | Titre           | Norvège,            | Norvège,   |
| Année | Titre           | Durée du classement | Classement |
| ----- | --------------- | ------------------- | ---------- |
| 2008  | En solskkinsdag | 4 semaines          | 16e        |
| 1996  | Idyll           | 17 semaines         | 14e        |